# Février 1829

## Événements
- France : parution de " Le Dernier Jour d'un condamné" de Victor Hugo (1802-1885).
- Au Mexique, Santa Anna acquiert un grand prestige en repoussant la dernière tentative de reconquête par les troupes espagnoles.

- 10 - 11 février : un cyclone dévaste l'île Bourbon.

## Naissances
- 2 février :
  - Alfred Edmund Brehm, zoologiste et explorateur allemand († 1884).
  - Joseph Henri Mensier, général français († 23 avril 1917).
- 11 février : Victor Lucq, politicien belge († 26 janvier 1887).

## Décès
- 3 février : Louis Lefèvre-Gineau (né en 1751), chimiste et scientifique français.
- 11 février : Alexandre Griboïedov, auteur dramatique, compositeur et diplomate russe (° 15 janvier 1795).
- 16 février : François-Joseph Gossec, compositeur français (° 17 janvier 1734).
- 26 février : Johann Heinrich Wilhelm Tischbein, peintre allemand (° 15 février 1751).